# 두브로브니크 포위전
두브로브니크 포위전(세르보크로아트어: opsada Dubrovnika 옵사다 두브로브니카[*])는 크로아티아 독립 전쟁 기간 두브로브니크 지역을 두고 유고슬라비아 인민군(JNA)과 크로아티아군 사이에 발생한 포위전이다. 1991년 10월 1일 진격을 시작한 유고 인민군은 10월 말까지 아드리아해 연안 펠레샤츠반도와 프레블라카반도 사이 거의 모든 땅을 점령했으며 크로아티아에게 남은 지역은 두브로브니크 인근 지역이었다. 이후 유고슬라비아 해군의 봉쇄를 동반한 두브로브니크 포위전이 시작되었다. 유고 인민군은 유네스코 세계유산으로 지정된 두브로브니크 구시가지를 포함해 시가지 전역에 포격을 날렸으며 이는 1991년 12월 6일 극에 달했다. 이 포격은 국제적인 비판을 일으켰고 세르비아 몬테네그로와 유고슬라비아를 향한 외교적, 경제적 고립과 함께 크로아티아의 독립을 전 세계적으로 인정받는 데 큰 기여를 한 사건으로 마감했다. 1992년 5월 유고 인민군은 일부 지역에서는 해안에서 채 1 km도 떨어지지 않은 보스니아 헤르체고비나로 후퇴해 새로 수립된 스릅스카 공화국군(VRS)에게 무기를 넘겨주었다. 이 시기 크로아티아 육군(HV)은 서쪽에서 공세를 펼쳐 두브로브니크의 크로아티아 및 보스니아 헤르체고비나 지역에서 유고 인민군과 스릅스카 공화국군을 밀어내고 5월 말에는 도시를 지키는 크로아티아 육군과 합세해 포위망을 풀어냈다. 이후 두브로브니크 동쪽에서 벌어진 크로아티아군과 유고슬라비아군 간의 전투는 점차 소강상태로 접어들었다.
두브로브니크 포위전으로 크로아티아 군인 194명과 크로아티아 민간인 82~88명이 사망했다. 유고 인민군은 165명의 사망자가 발생했다. 1992년 말 타이거 작전과 코나블레 전투를 통해 두브로브니크 주변 지역 전체를 크로아티아군이 탈환했다. 이 공세로 코나블레를 중심으로 15,000명의 난민이 발생했고 대부분 두브로브니크를 향해 피난했다. 난민 약 16,000명이 해상으로 두브로브니크를 떠났으며 봉쇄를 피한 유람선과 여객선 호송대를 통해 도시로 보급품을 재차 운송했다. 또한 전투로 11,000채가 넘는 건물이 피해를 입었고 수많은 주택, 기업, 공공기관 건물이 약탈당하거나 불에 탔다.
두브로브니크에서 일어난 전투는 원래 빠르게 유고 인민군이 두브로브니크를 확보하고 서북쪽으로 이동해 헤르체고비나 서부를 거쳐 달마티아 북부에 있는 유고 인민군과 합류하기 위한 계획의 일부였다. 이 공세에선 상당한 양의 전시 선전이 동원되었다. 2000년 몬테네그로의 대통령 밀로 주카노비치는 포위전에 대해 사과했으며 주카노비치의 정치적 반대파와 세르비아는 이 사과에 대해 격렬히 반발했다. 구유고슬라비아 국제형사재판소(ICTY)는 포위전에 연루된 유고슬라비아군 장교 2명을 유죄로 판결했으며, 다른 3명을 세르비아에 기소하도록 넘겼다. ICTY의 기소장에 따르면 두브로브니크 공격은 1991년 11월 24일 두브로브니크 공화국 선포에 실패하자 유고 인민군이 두브로브니크 지역을 크로아티아로부터 분리하여 세르브인이 지배하는 국가에 합병하기 위해 계획했다. 또한 몬테네그로는 모린 수용소에서 포로 학대를 저지른 혐의로 유고 인민군 군인 4명에게 유죄 판결을 내렸다. 크로아티아도 전 유고 인민군 장교와 유고슬라비아 해군 장교 및 세르브계 보스니아인 지도자를 두브로브니크 포위전 기간 발생한 전쟁 범죄 혐의로 기소했으나 체포되어 정식 재판이 진행된 사람은 없다.

## 배경
1990년 8월 크로아티아에서 반란이 발생했는데 발생 지역은 주로 세르브계가 다수 거주하는 달마티아 내륙 크닌 주변 지역, 리카, 코르둔, 바노비나 지역 일부와 세르브계 인구가 다수인 크로아티아 동부 지역 일부 마을을 중심이다. 이 지역은 이후 세르비아 크라이나 공화국(RSK)이라는 이름으로 세르비아와 합병하겠다는 의사를 밝히자 크로아티아 정부는 세르비아 크라이나 공화국을 반란 시도라고 규정했다. 1991년 3월 들어 분쟁이 격화되었고 이는 크로아티아 독립 전쟁으로 확대되었다. 1991년 6월에는 유고슬라비아가 해체되면서 크로아티아가 독립을 선포했다. 이후 3개월간의 독립 유예 끝에 10월 8일에 정식으로 독립 선포가 발효되었다. 이후 세르비아 크라이나 공화국은 크로아트인 민간인을 향한 인종 청소 작전을 시작해 1993년 초까지 자국 내 대부분의 비세르브인을 추방했다. 1993년 11월 기준 유엔보호구역 남부지구의 크로아트인은 400명 이하만 남았고 북부지구까지 합쳐도 1,500~2,000명만 남았다.
유고슬라비아 인민군이 세르비아 크라이나 공화국에 대한 지원을 점차 늘려가자 크로아티아의 경찰만으로는 더 이상 상황에 대처하기 어려워졌고 1991년 5월 크로아티아 국가방위군(ZNG)이 수립되었다. 11월에는 국가방위군이 크로아티아 육군(HV)으로 바뀌었다. 크로아티아군의 발전은 9월 도입된 유엔의 무기 금수 조치로 큰 어려움을 겪었지만 8월 26일 시작된 부코바르 전투로 크로아티아 내 군사 분쟁은 계속 고조되었다.
두브로브니크는 크로아티아 최남단의 대도시이다. 아드리아해 연안에 있는 항구 도시이기도 하다. 구시가지로 알려진 두브로브니크 성벽으로 둘러싸인 도심은 대부분 라구사 공화국 시절에 지어진 역사기념물과 오래된 건물이 즐비한 곳으로 유네스코 세계유산으로도 등재되어 있다. 1991년 기준 두브로브니크 지역의 인구는 약 4만명으로 이 중 82.4%가 크로아트인, 6.8%가 세르브인이다. 도시를 둘러싸고 서쪽으로는 펠레샤츠반도가, 동쪽으로는 몬테네그로 국경의 코토르만 입구를 낀 프레블라카반도가 있다. 크로아티아가 가진 이 두브로브니크 지역 영토는 매우 좁아 폭 0.5~1.5 km밖에 되지 않는 얇은 해안지대로 이루어져 있다.

## 전조

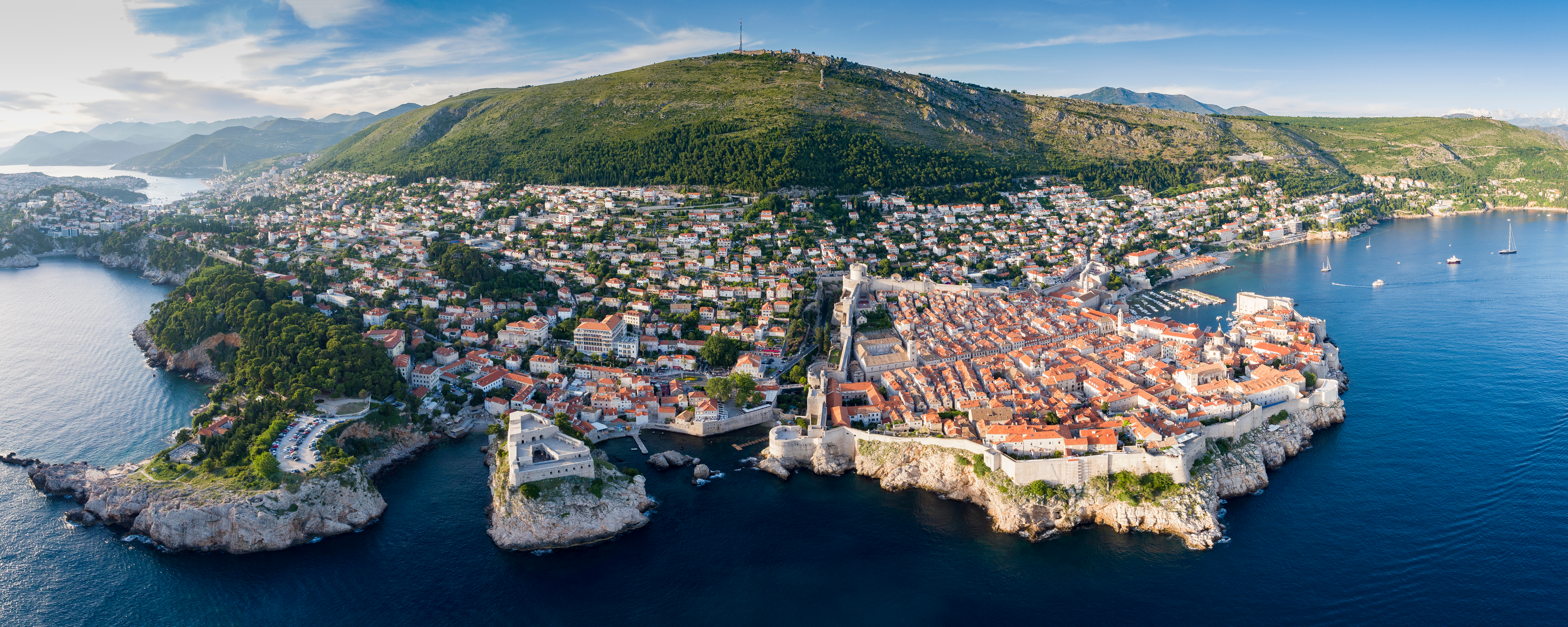
두브로브니크 시가지의 전경

1991년 중순 유고슬라비아 국방부 장관인 벨코 카디예비치와 유고슬라비아 인민군 참모총장인 블라고예 아지치, 국방부 부장관인 부제독 스타네 브로베트를 포함한 인민군 최고지휘관은 두브로브니크 지역을 공격해 점령한 뒤 인민군을 헤르체고비나 서부로 서쪽을 향해 진격해 이 지역을 확보하면 달마티아 북부의 유고 인민군 제9(크닌)군단과 합류하는 대규모 공세작전을 입안했다. 예브렘 초키치 장군은 두브로브니크 공세 계획을 아지치 참모총장에게 제출해 승인받았다.
1991년 9월 유고 인민군과 몬테네그로 사회주의 공화국 지도자는 몬테네그로의 영토를 보장하고 민족충돌을 방지하며 유고슬라비아 사회주의 연방공화국의 존속을 위해 두브로브니크를 공격하고 무력화해야 한다는 데 동의했다. 당시 몬테네그로의 총리 밀로 주카노비치는 크로아티아의 국경은 수정이 불가피하다고 주장하면서 "교육을 제대로 받지 못한 볼셰비키 지도 제작자"의 탓으로 엉망이 되었다고 비난했다. 여기에 유고 인민군 장군 파블레 스트루가르가 크로아티아군 3만명과 7천명의 테러리스트, 쿠르드족 용병이 몬테네그로를 공격하고 코토르만을 점령할 것이라는 선전적인 주장까지 합쳐져 몬테네그로의 많은 사람들이 크로아티아가 실제로 침공을 시작했다고 믿었다. 이런 선전의 확산에 기여한 가장 중요한 언론은 몬테네그로의 《포베다》였다. 1991년 7월 세르비아의 고위 관료 미할 케르테스는 닉시치에서 열린 정치 집회에서 몬테네그로 서쪽 네레트바강까지 확대되어 "바다의 닉시치"가 될 두브로브니크를 수도로 할 세로운 세르브인의 국가가 수립될 것이라고 주장했다.
1991년 9월 16일에는 크로아티아의 상황 악화를 이유로 몬테네그로의 유고 인민군이 동원되었다. 9월 17일에는 유고 인민군 제2(티토그라드)군단의 라디오 방송 호소에도 상당수의 예비군이 소집에 응하지 않았다. 9월 18일 주카노비치 총리는 탈영병과 동원에 응하지 않는 사람들에 대해 가혹한 처벌을 내리겠다고 위협하며 "크로아티아의 국경을 제대로 완전히 그릴 것"을 촉구했다. 군사 동원과 몬테네그로 정부의 선전은 두브로브니크 공격은 없을 것이라고 장담한 베오그라드의 유고 연방정부의 보증과는 전혀 상반되었다. 크로아티아를 물리치기 위한 유고 인민군의 전략적 계획에서는 두브로브니크를 포함한 크로아티아 최남단을 나머지 지역으로부터 포위하기 위한 공격이 포함되었다.
9월 23일 유고 인민군 포병은 코나블레 마을 동쪽 비탈리나 마을과 두브로브니크 동쪽 브르가트 마을을 공격했다. 이틀 후 유고 해군은 도시로 향하는 모든 해상로를 봉쇄했다. 9월 26일 유고 인민군은 동헤르체고비나 작전집단의 이름을 제2작전집단으로 개칭하고 연방 국방부와 유고슬라비아 인민군 참모본부의 직속 지휘병력으로 전환했다. 초키치가 제2작전집단의 첫 사령관으로 임명되었지만 9월 30일 초키치가 탄 헬리콥터가 추락해 사망하자 10월 5일 루지노브스키 장군이 임시대행을 맡았다. 10월 12일 스트루가르가 정식으로 다음 작전집단 사령관으로 임명되었다. 두브로브니크를 향한 작전이 시작된 10월 1일 몬테네그로 내무부 장관인 파블레 불라토비치는 공화국 특수경찰부대에 동원령과 함께 "몬테네그로 공화국과 크로아티아 공화국 사이 국경에서 벌어지는 전쟁의 전투 작전 수행"을 하는 유고 인민군을 지원하라는 비밀 임무를 내렸다.

## 전투 서열

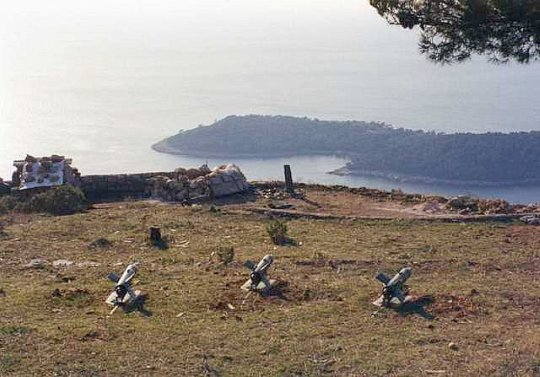
두브로브니크가 내려다 보이는 유고 인민군의 진지 모습. 발사가 준비된 9M14 말륫카 대전차 미사일 3대가 보인다.

유고 인민군은 제2작전집단 소속인 제2 티토그라드 군단과 제9 보카코토르스카 해양부문군구(VPS)에 두브로브니크 지역을 차단하고 점령하는 임무를 내렸다. 제2티토그라드군단은 제1니키치여단을 배치했고, 제9보카코토르스카 해양부문군구는 제5, 제472차량화여단을 투입했다. 군단 간 작전경계선은 두브로브니크 인근 남북으로 이어진 선으로 정해졌다. 제2작전집단은 제16국경순찰대와 제107해안포병집단, 헤르체그노비, 코토르, 티바트, 부드바, 바르, 모이코바츠, 비옐로폴레, 트레비네의 영토방위군 부대도 동원했다. 스트루가르가 제2작전집단을 총지휘했고 제9 보카코토르스카 해양부문군구는 부제독 미오드라그 요키치가 지휘했다. 요키치는 공격이 시작되기 몇시간 전 알 수 없는 이유로 사망한 크르스토 주로비치 제독을 대신해 지휘관에 올라섰다. 한 때 제472차량화여단을 지휘하고 주로비치의 부하였던 소장 노이코 마리노비치는 유고 인민군이 공격 계획을 반대했던 제독을 살해했다고 주장했다. 마리노비치는 9월 17일 지휘관직에 사임하고 크로아티아 국가방위군 측으로 귀순했다. 유고 인민군 제2작전집단은 처음에 7천명의 병력을 배치했고 공세 기간 내내 비슷한 병력 규모를 유지했다.
전투가 시작될 당시 도시 지역에 배치된 크로아티아군은 480명, 이 중 훈련을 받은 군인은 단 50명으로 실질적으로 두브로브니크를 방어하는 병력은 없었다. 이 곳에 배치된 유일한 정규군 부대는 두브로브니크가 내려다 보이는 스르지산 꼭대기에 있는 나폴레옹 시대 제국요새에 주둔한 경보병 소대이다. 나머지 부대는 1989년 유고 인민군이 크로아티아 영토방위군을 무장 해제하면서 전부 무기를 빼앗겨 무장 상태가 좋지 못했다. 크로아티아 내 다른 지역과 달리 두브로브니크에는 1972년 이후 유고 인민군 주둔지나 무기고가 없어 9월 막사 전투 시기에도 두브로브니크 지역에서는 점령된 무기와 탄약이 거의 없었다. 9월 26일 코르출라섬에 주둔한 유고 인민군로부터 노획한 소총 200정과 대포 4문을 도시 방어를 위해 두브로브니크로 보냈다. 이 때 노획된 포는 제2차 세계 대전 시기 소련군이 사용한 사단포인 76 mm, 85 mm 포이다. 또한 즉석에서 지어진 장갑차도 도시로 보급되었다. 크로아티아 내 타 지역에서 크로아티아 육군, 경찰, 크로아티아 국방군 병력도 증원되었다. 이 덕분에 두브로브니크 방어 병력은 600여명으로 늘어났다. 11월에는 1천여명의 병력이 시가지를 방어했다. 9월 19일에는 마리노비치가 두브로브니크 방어군 사령관으로 임명되었으나 당시에는 부적합하다고 평가받았다. 처음 두브로브니크 영토방위군으로 조직된 부대는 1991년 12월 28일 크로아티아 육군 제75독립대대로 재편성되었고 나중에 제116보병여단 산하로 강화되어 1992년 2월 13일 제163보병여단으로 발전했다. 크로아티아 해군의 자원병 부대인 두브로브니크 무장보트전대는 여러 크기의 선박 23척과 117명의 자원군으로 구성되었으며 9월 23일 유고슬라비아 해군의 봉쇄에 대응하기 위해 수립되었다.

## 전개

### 유고 인민군의 공세

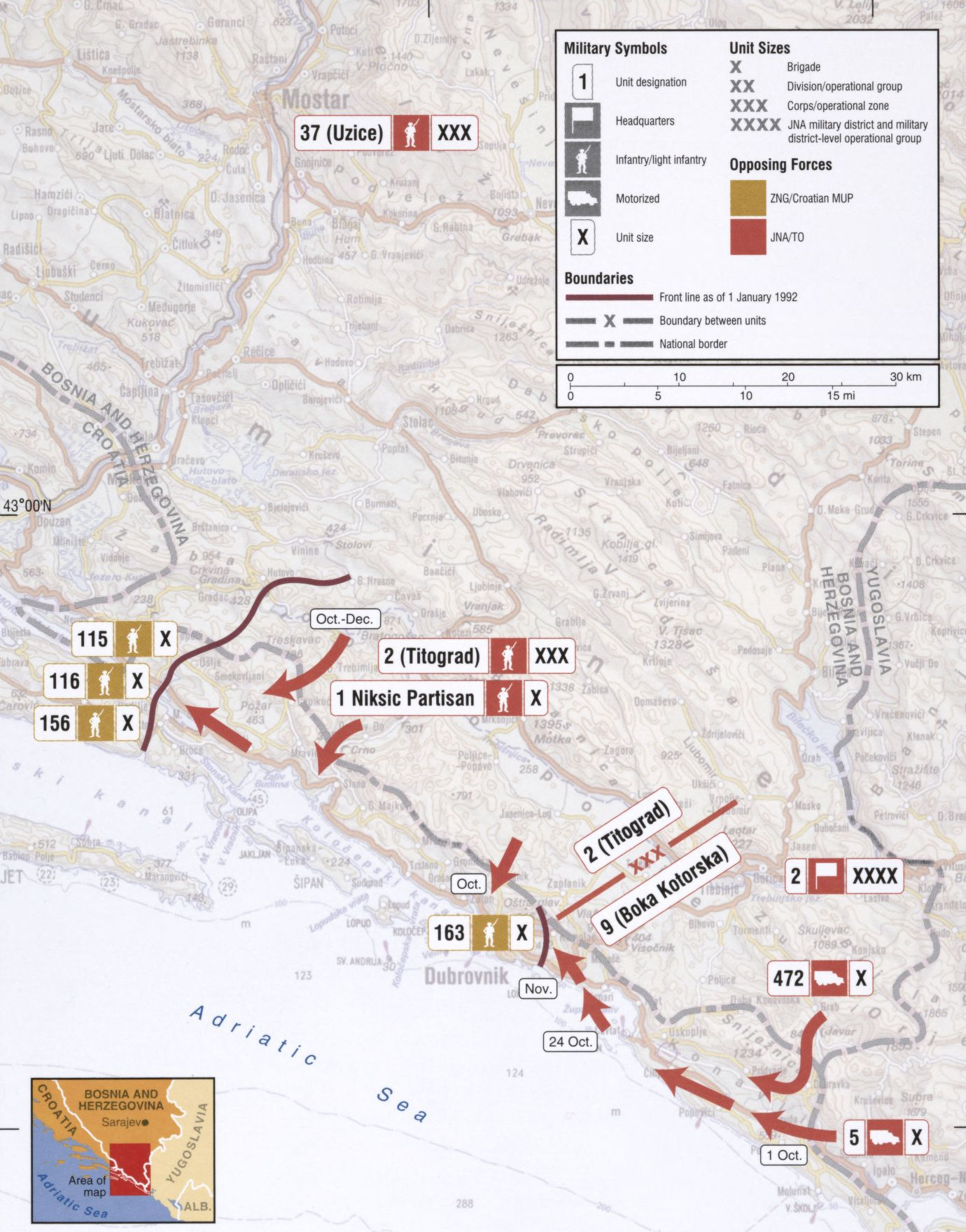
1991년 10월에서 12월 사이 유고 인민군의 두브로브니크 지역 진격도

10월 1일 유고 인민군은 두브로브니크를 향한 공세를 시작하여 제2티토그라드군단이 도시 북쪽 포포보폴레평원을 통하여 서쪽으로 진군하기 시작했다. 유고 인민군 제2군단은 두브로브니크를 서쪽에서 포위하는 것을 목표로 두브로바치코프리모레 지역으로 남쪽으로 향하기 전에 라브노 마을을 파괴했다. 유고 인민군의 두번째 공세축선은 제9보카코토르스카 해양부문군구 몫으로 맡겨졌다. 이 부대는 두브로브니크에서 동남쪽으로 약 35 km 떨어진 코토르만에서부터 코나블레까지 통과했다. 비탈리나와 코나블레의 다른 목표물에 대한 예비 포격 이후 오전 5시부터 진격이 시작되었다. 이 지역의 여러 도로를 이용해 유고슬라비아 해군과 공군의 지원을 받아 진격했다. 코나블레에는 크로아티아 방어군이 없었고 두브로바치코프리모레에는 극히 일부의 방어군만 있었으며, 이날 유고 인민군에서 발생한 유일한 사상자는 체피쿠체 마을에서 성공한 크로아티아 국가방위군의 기습으로 발생했다. 공세 첫 날 유고 인민군 포병은 두브로브니크 바로 북쪽과 동쪽에 있는 스르지언덕과 자르코비차곶을 공격했고, 유고슬라비아 공군은 미코얀-구레비치 MiG-21기로 서쪽의 리예카두브로바치카 해안에 있는 코몰라츠 마을을 폭격해 두브로브니크로 향하는 전력선과 상수도선을 끊었다. 12월 말까지 두브로브니크는 보트로 공급되는 담수와 도시 안 몇몇 발전기에서 공급되는 전기에 의존했다.
이후 3일간 유고 인민군은 느리게 전진했다. 포병은 10월 2일 스르지언덕과 제국요새, 자르코비차를 포격했다. 다음 날 유고 인민군은 국가방위군 방어초소가 있던 두브로브니크의 벨베데레 호텔을 포격했고 공군은 시내의 아르헨티나 호텔을 폭격했다. 10월 4일 인민군 제2군단은 두브로바치코프리모레의 슬라노 마을을 점령해 아드리아해 고속도로를 차단하여 두브로브니크를 포위했다. 10월 5일에는 두브로브니크의 플로체구가 포격을 맞았고 다음날 유고 공군이 제국요새를 폭격했다.
10월 15일 크로아티아는 몬테네그로에 평화회담을 제안했지만 세르비아의 대통령 슬로보단 밀로셰비치는 이 제안을 거부했다. 공세는 10월 1일 몬테네그로 정부가 처음으로 공식적으로 승인했기 때문에 이 제안도 몬테네그로 관료에게 향한 것이었다. 3일 후 세르비아는 유고 인민군을 도발한 크로아티아를 비난하며 공개적으로 거리를 두었다. 공세 7일차 몬테네그로 의회는 공동임시회기를 열어 프레블라카반도의 미래 상황에 대해 논의하는 동시에 몬테네그로인 예비군 배치는 오직 유고 인민군만이 권한을 가지고 있다고 선언했다. 밀로셰비치가 크로아티아의 제안을 거부한 다음 날인 10월 16일 유고 인민군 제9보카코토르스카 해양부문군구 부대가 차브타트를 점령했다. 차브타트는 두브로브니크 약 5 km 동쪽의 수륙양용 상륙 작전과 10월 18일 두브로브니크의 플로체구 공습으로 지원되었다. 다음 날에는 휴전이 발효되었지만 발효되자마자 휴전 위반이 나왔다. 10월 20일 유고 공군이 두브로브니크를 공격했고 10월 22일에는 유고 해군이 도시의 라파드 지역에 있는 난민 수용 호텔을 포격했다.
10월 23일 유고 인민군은 성벽 내 구시가지를 포함한 두브로브니크 내에 대한 지속적인 포격을 시작했고 다음 날 미국 국무부는 유고 정부에 항의했다. 10월 24일에는 제9해양부문군구가 주파두브로바치카와 브르가트를 점령했고 유고 해군은 로크룸섬을 포격했다. 다음 날 유고 인민군은 두브로브니크 도시에 즉시 항복하고 선출된 공무원은 전부 사임하라는 최후통첩을 보냈다. 10월 26일 유고 인민군은 도심 중심지에서 동남쪽으로 2.3 km 떨어진 자르코비차를 점령하고 10월 27일에는 두브로브니크가 위에서 내려다 보이는 고지대 거의 대부분을 점령했다. 인민군 제2군단의 서남쪽 방면 진격은 훨씬 느렸다. 진격 과정에서 트르스테노 수목원 대부분이 파괴되었다. 유고 인민군의 진격으로 점령지역에서 15,000명의 난민이 발생했다. 약 7천명이 10월 경 해상으로 두브로브니크에서 탈출했고 나머지는 도시 내 호텔 및 다른 지역으로 대피했다.

### 시가지 포위전

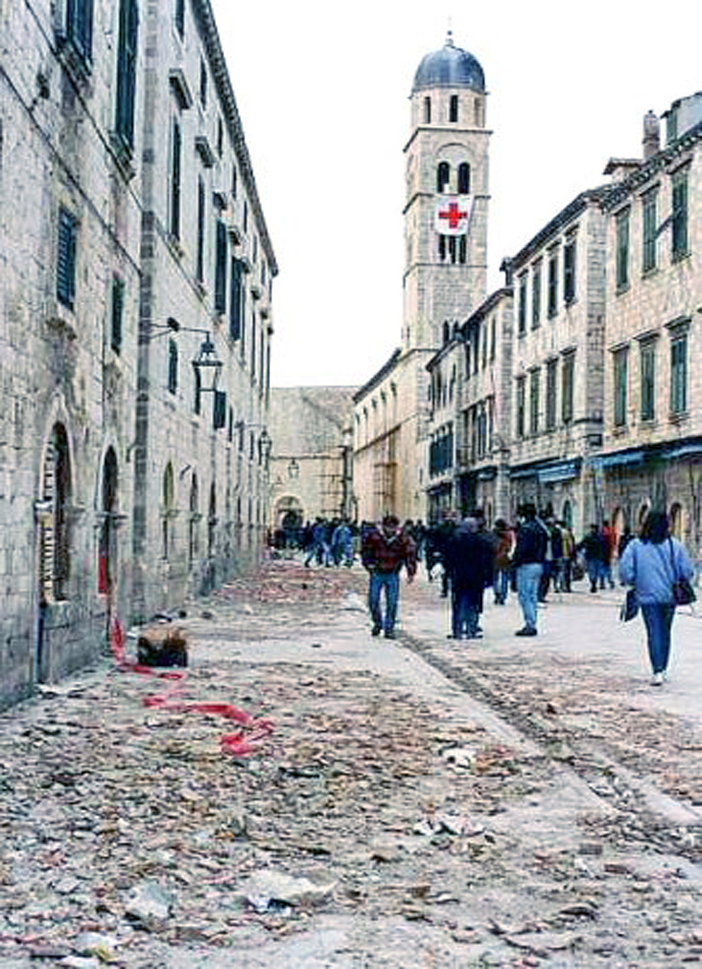
포위전 중 스트라둔 거리를 걷는 시민의 모습

유고 인민군은 10월 30일에도 두브로브니크를 향한 포격을 계속했고 11월 4일까지 포격이 계속되어 두브로브니크 서부 지역인 그루주, 라파드, 또한 난민들이 머물던 호텔이 있는 바빈쿠크와 아르헨티나 호텔을 목표로 공격했다. 11월 3일에서 4일 사이 유고 인민군은 도심에서 가장 근접한 위치를 점령한 인민군 제472차량화여단 제3대대에서 소화기와 저격을 통해 구시가지와 아르헨티나 호텔을 공격했다. 다음 날에는 제국요새가 포격을 맞았다. 11월 7일 유고 인민군은 정오까지 두브로브니크가 항복하라는 새롱누 최후통첩을 발표했다. 이 요구도 거부되었고 요키치는 유고 인민군이 구시가지를 파괴로부터 구할 것이라고 말했다. 같은 날 슬라노 인근에서 전투가 재개되었다.
유고 인민군 포병과 유고 해군은 11월 9일부터 12일까지 구시가지, 그루주, 라파드, 플로체와 벨베데레, 엑스첼시오르, 바빈쿠크, 티레나, 제국요새, 아르헨티나 호텔을 향한 포격을 재개했다. 구시가지 항구의 보트를 공격하는 데 유선 유도 미사일을 사용했고 페리선 아드리아티츠호나 미국 소유 범선 펠라기츠호는 포격에 불타서 완전히 침몰하는 등 그루주 항구의 일부 대형 선박도 불에 탔다. 제국요새는 11월 9일, 10일, 13일 유고 인민군의 공격을 받았다. 이런 공격 이후에는 유럽 공동체 감독 활동(ECMM)이 유고 인민군과 크로아티아 정부 사이에서 중재를 통해 두브로브니크 지역 휴전에 대해 협상하며 11월 말까지 소강 상태가 지속되었다. 하지만 11월 중순 ECMM 소속 요원이 유고 인민군의 공격을 받아 철수했고 이후 중재는 프랑스의 인도주의 담당 국무장관인 베르나르 쿠슈네르와 유니세프의 임무 책임자인 스테판 디 미스투라가 이어받았다. 협상을 통해 11월 19일과 12월 5일에 휴전 합의가 나왔으나 현장에서는 구체적인 성과를 거두지 못했다. 오히러 두브로브니크 서북쪽 두브로바치코프리모레에 있던 유고 인민군 제2군단이 11월 24일 가장 먼 진격점까지 도달하면서 도시 방어선을 수스체판-스르지–벨베데레 호텔 선으로 밀어버렸다. 이 날 유고 인민군이 자국군 점령지에 두브로브니크 공화국을 세우러 시도했으나 결국 이 시도는 실패했다.

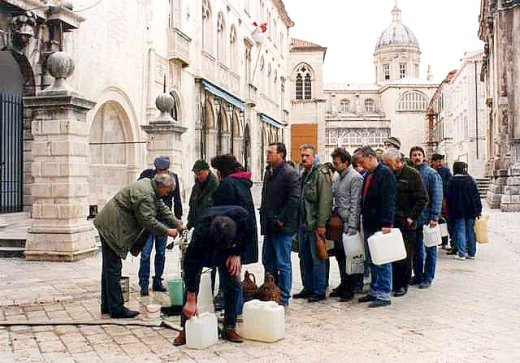
포위전 중 사람들이 수도관 앞에서 물을 받으러 기다리는 모습

11월 들어 두브로브니크는 포위전이 시작된 이래 가장 많은 인도주의적 지원을 받기 시작했다. 도시 보급 시도 중 처음으로 성공한 사례는 가장 큰 야드롤리니야의 선박인 슬라비야호를 비롯한 여러 민간 선박 함대의 호송 시도인 "해방의 호송대"로 10월 31일 두브로브니크 도착에 성공했다. 이 호송대는 리예카에서 출발하여 여러 차례 곳곳에 기항하며 두브로브니크에 가까워질수록 규모가 커져 최대 29척 규모로 늘어났다. 또한 ECMM 임무단, 1천여명의 시위대, 당시 유고슬라비아의 대통령 스테판 메시치와 전 크로아티아의 총리 프라뇨 그레구리치 등이 탑승한 호송대는 처음에 유고슬라비아 해군의 호위함 JRM 스플리트가 브라치섬과 숄타섬 사이에서 막아세웠으나 다음 날 유고슬라비아 순찰함이 코르출라 앞바다에서 무장보트전대에 합류하기 전 호송대를 호송해 그루주의 두브로브니크 항구까지 데려다주었다. 돌아올 땐 700명 정도를 수용할 수 있는 슬라비야호가 유고 해군의 검사를 위해 먼저 코토르만으로 돌아가 항해해야했지만 이 때 두브로브니크에서 빠져나오는 난민 2천여명을 태웠다.

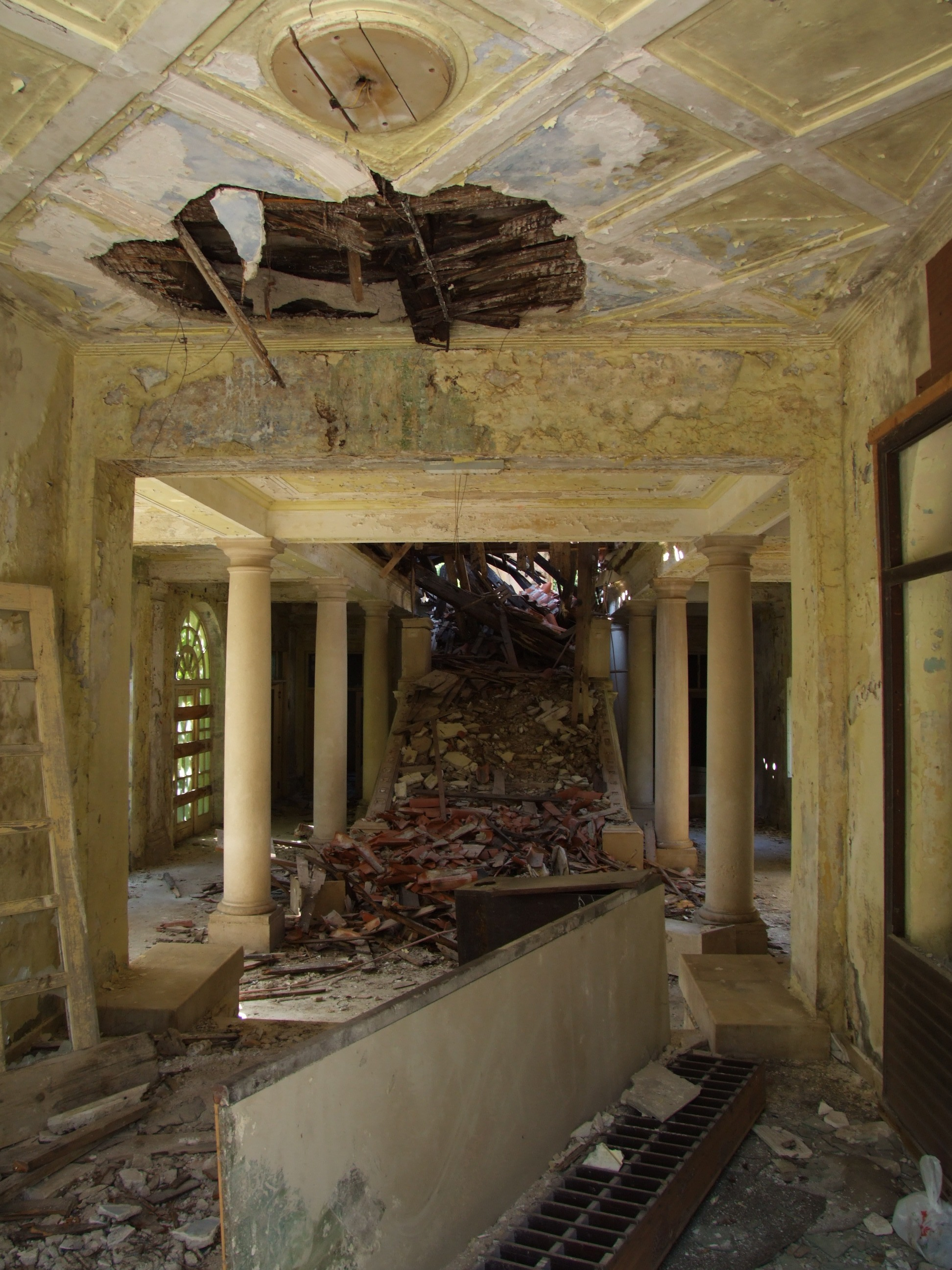
쿠파리의 호텔 "그랜드"가 포위전 중 받은 포격으로 무너진 모습

12월 2~3일 유고 인민군은 구시가지를 향한 보병 무기 사격을 재개했고 12월 4일에는 제국요새에 박격포 포격이 이어졌다. 12월 6일 오전 5시 48분경에는 구시가지에 가장 심한 포격이 일어났다. 당시 구시가지는 82 mm 미사일 48발, 82 mm 박격포탄 232발, 120 mm 박격포탄 364발, 유선 유도 미사일 22발을 맞았다. 또한 두 곳의 분화구와 같이 패인 곳도 생겨 이보다 더 중화기도 사용했다고 추정된다. 포격은 구시가지의 중앙 거리인 스트라둔 거리와 스트라둔 동북쪽 지역에 집중적으로 일어났으며 구시가지의 다른 지역은 이보다는 덜 피해를 입었다. 공격은 오전 11시 30분 들어 잦아들었다. 이 공격으로 민간인 13명이 사망하며 포위전 기간 가장 많은 민간인 사망자가 발생했다. 2만권의 장서를 보유한 두브로브니크 도심의 대학중앙도서관도 이 포격으로 파괴되었으며 리베르타스 호텔에서는 아침 일찍 맞은 포격으로 발생한 화재를 진압하는 소방관을 죽이기 위해 유고 인민군이 추가로 포격을 날리는 일이 발생했다. 12월 6일 구시가지 공격은 국제 언론, 유네스코 사무총장 페데리코 마요르 사라고사, 유엔 사무총장 특사 사이러스 밴스, ECMM에게서 당일 있었던 포격에 대한 강력한 비난과 항의를 만들었다. 이날 늦게 유고 인민군은 유감 성명을 발표하고 철저한 조사를 약속했다. 12월 7일 유고 인민군 대표가 구시가지를 방문해 피해 상황을 조사했으나 추가 조치는 취해지지 않았다.
북쪽으로 약 1 km 떨어진 제국요새를 제외한 모든 크로아티아의 방어선은 구시가지에서 약 3~4 km 떨어져 있었다. 요새는 구시가지 포격이 시작된 지 몇 분 후인 5시 50분부터 공격을 받았다. 유고 인민군 제472차량화여단 제3대대가 두 방향에서 동시에 진격하며 공격했다. 1차 공격은 중대 규모 병력으로, 2차 공격은 보병 소대가 T-55 전차와 포병 지원을 받아 수행했다. 오전 8시가 되자 보병이 제국요새 앞에 도착했고 방어군은 요새 안으로 후퇴해 도움을 요청했다. 마리노비치는 크로아티아 육군 포병에 요새에 직접 포격을 가할 것을 요구했고 특수경찰부대를 파견해 제국요새 방어선을 강화했다. 오후 2시경 유고 인민군은 공격을 중단했다. 이날 두브로브니크 무장보트전대 최초의 함정이자 성인 성 블라시오의 이름을 딴 스베티 블라호호가 유선 유도 미사일을 맞고 침몰했다.

### 크로아티아군의 반격

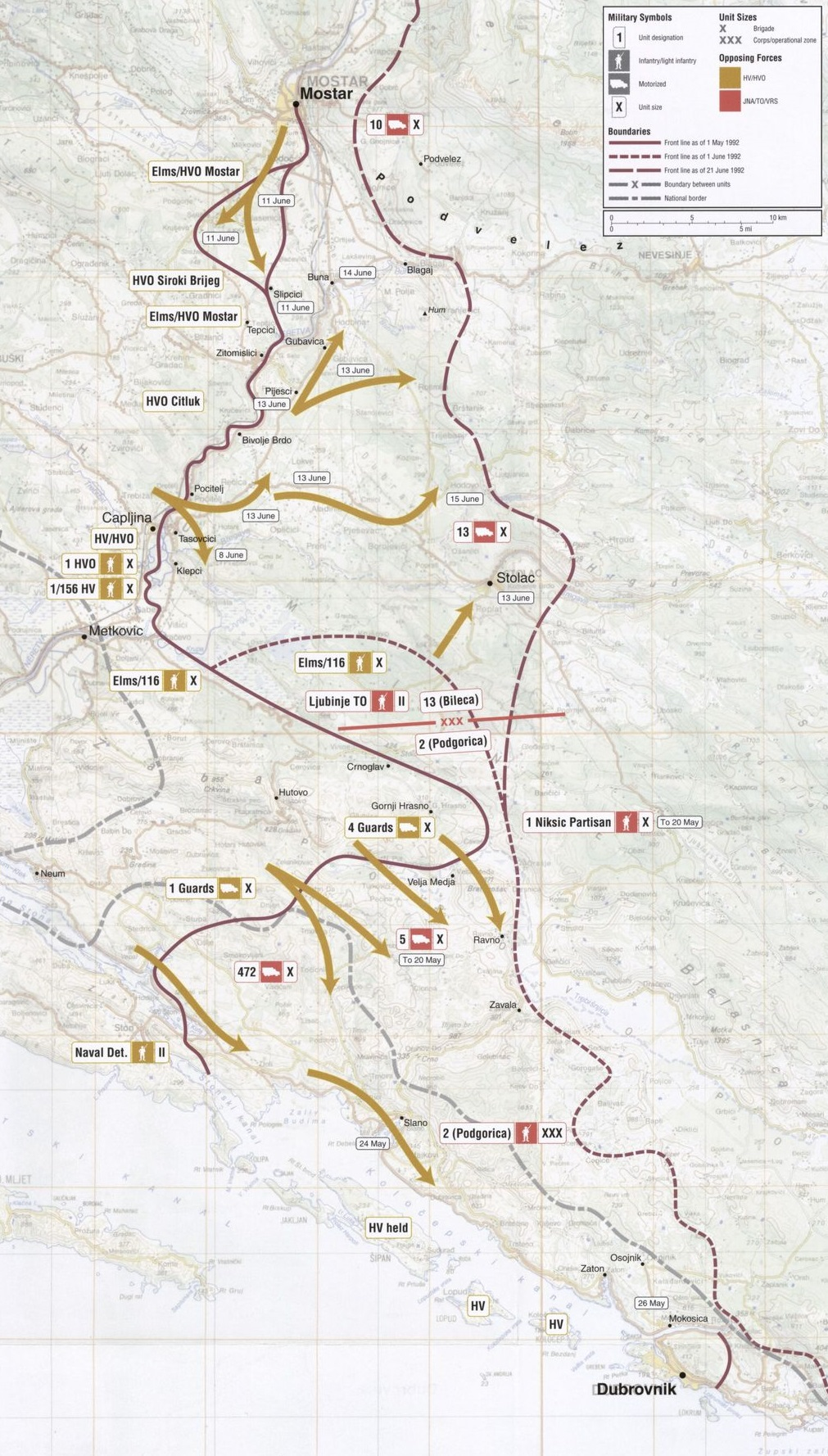
1992년 5월 두브로브니크를 향한 크로아티아 육군의 공세와 후속 작전인 자칼 작전의 진격도

1991년 12월 7일 또 다른 휴전 협상이 합의되어 두브로브니크를 포위한 유고 인민군은 이후 거의 활동을 하지 않았다. 1992년 1월에는 크로아티아군과 유고 인민군 대표, 유엔 대표가 사라예보 협정에 서명하며 전투가 중단되었다. 또한 유엔 보호군(UNPROFOR)이 평화 합의를 감독하고 유지하기 위해 크로아티아 영토에 배치되었다. 세르비아는 계속 세르비아 크라이나 공화국을 지원했다. 분쟁은 대부분 지역에서 고착화되었고 유고 인민군은 크로아티아에서 보스니아 헤르체고비나로 후퇴하며 새로운 분쟁이 예고되었다. 하지만 휴전 협정의 유일한 예외 지역은 두브로브니크 지역으로 유고 인민군이 두브로바치코프리모레에서 서쪽으로 계속 진격하여 크로아티아 육군 제114 및 제116보병여단을 밀어내고 1992년 초에는 스톤 외곽에 도달했다.
1992년 초 막사 전투에서 유고 인민군의 무기를 대량으로 노획하며 크로아티아 육군의 작전력은 증대되었다. 유고 인민군이 크로아티아에서 철수한 후 이들은 나중에 스릅스카 공화국군(VRS)로 이름이 바뀐 세르브계 보스니아인의 군대를 설립할 준비를 했다. 이 움직임은 1992년 2월 29일~3월 1일 사이 보스니아 헤르체고비나에 대한 독립 국민투표를 앞두고 1992년 1월 9일 보스니아 헤르체고비나 세르비아인 공화국을 선언하면서 발생했다. 이 국민투표는 1992년 4월 초 스릅스카 공화국군 포병이 사라예보 포격을 시작하면서 나중에 보스니아 전쟁으로 이어졌다. 보스니아 헤르체고비나 내 유고 인민군과 스릅스카 공화국군은 각각 보슈냐크인의 중앙정부와 크로아트계 보스니아인 계열 지도부의 지휘를 받던 보스니아 헤르체고비나 공화국군과 크로아티아 방위평의회(HVO)와 충돌했다. 크로아티아 육군도 보스니아 헤르체고비나 내로 파견되어 방위평의회 병력을 지원했다.
1992년 4월 유고 인민군은 쿠프레스와 스톨라츠 인근의 헤르체고비나 서부와 남부에서 크로아티아 육군과 방위평의회를 향한 공세를 시작했다. 스트루가르가 지휘하는 유고 인민군 제4군구는 스톨라츠를 점령하고 모스타르 남쪽 네레트바강 동안 대부분 지역의 점령을 목표로 했다. 4월 6일에는 모스타르 주변의 전투와 시가지를 향한 유고 인민군의 포격이 시작되었다. 유고 인민군은 4월 11일 스톨라츠의 크로아티아 육군/방위평의회 부대를 밀어냈고 차플리나는 인민군 포격을 받았다. 5월 7일 휴전이 마련되었지만 유고 인민군과 세르브계 보스니아군은 다음날 공격을 재개했다. 이 공격으로 모스타르 대부분과 네레트바강 서안 일부 영토를 장악하는 데 성공했다. 5월 12일 보스니아에 주둔한 유고 인민군은 스릅스카 공화국군으로 흡수되어 유고 인민군 제2작전집단은 스릅스카 공화국군 제4헤르체고비나군단으로 이름이 바뀌었다. 크로아티아는 유고 인민군의 움직임을 특히 플로체항과 스플리트를 겨냥한 크로아티아 남부 공격의 서막으로 보았다. 위협에 대응하기 위해 크로아티아 육군은 헤르체고비나와 두브로브니크 지역을 아우르는 남부 전선 사령관에 얀코 보베트코 장군을 임명했다. 보베트코는 크로아티아 육군 지휘구조를 개편하고 이 지역의 육군 부대와 새로 배치된 부대인 제1근위여단, 제4근위여단의 지휘를 맡았다.

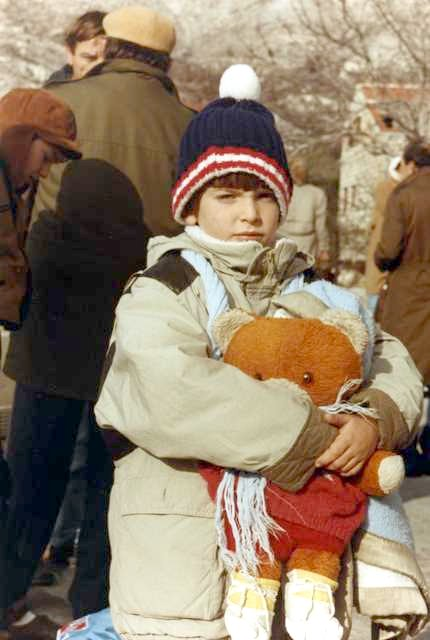
1991년 12월, 두브로브니크에서 피난길에 오른 어린이의 모습

스릅스카 공화국군과 유고 인민군은 4월 11일 스톤 북쪽을 공격해 크로아티아 육군 제115보병여단 일부와 증원된 근위여단을 밀어내고 약간의 영토를 얻었다. 4월 23일에는 전선이 안정화되었고 4월 27일에는 크로아티아가 역으로 반격하여 일부 지역을 탈환했다. 5월 17일 보베트코 장군은 2개 근위여단에 대대적인 공격을 명령했다. 제1근위여단은 펠레샤츠반도를 지키고 있던 스톤 중대와 합류해 슬라노로 진격하는 임무를 맡았다. 제4근위여단은 포포보 들판 가장자리를 따라 진격하여 두브로바치코프리모레의 배후지를 확보하라는 명령을 받았다. 동시에 유고 인민군은 국제 사회의 압력을 받아 두브로브니크 동쪽에서 코나블레로 후퇴했다.
제115보병여단의 지원을 받은 제1근위여단은 5월 21일 체피쿠체를, 5월 22~23일에 슬라노를 점령했다. 두브로브니크 무장보트전대는 전날 밤 슬라노에 병력을 상륙시켰지만 유고 인민군에게 격퇴당했다. 5월 23일에서 24일 사이 밤 유고 인민군은 수스체판과 두브로브니크 북쪽 외곽을 공격했다. 5월 26일 유고 인민군은 모코시차와 자르코비차에서 철수하기 시작했다. 제163보병여단은 두브로브니크로 진격해 제1대대는 브르가트와 주파두브로바치카에 자리를 잡고, 제2대대는 오소이니크에 배치되었다. 5월 29일 제4근위여단이 라브노를 탈환했다. 5월 31일 제163여단 제2대대가 유고 인민군을 리예카두브로바치카 제방을 따라 아드리아해 고속도로 구간이 내려다 보이는 골루보브카멘 산악지대로 밀고 들어갔지만 고지를 점령하는 데는 실패했다. 이 여단은 6월 15일 제145보병여단에게 구출되었다. 두브로브니크는 6월 16일까지 유고 인민군의 포격을 계속해서 맞았고 6월 30일까지 간헐적으로 포격을 맞았다. 6월 7일 제1근위여단과 제4근위여단이 슬라노 북쪽의 마을인 오라호브도 인근 두브로바치코프리모레까지 진격하며 공세를 끝마쳤다.

## 여파

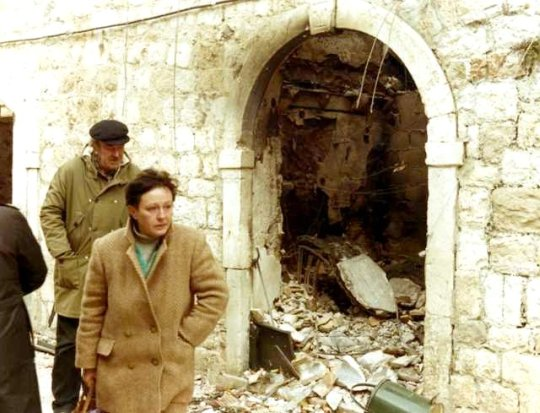
포격 이후 파괴된 두브로브니크의 건물 모습

군사적 결과와 상관 없이 두브로브니크 포위전은 주로 유고 인민군의 대규모 약탈과 두브로브니크 시내, 특히 구시가지를 향한 대규모 포격으로 기억되었다. 포위전에 대한 국제 언론의 반응과 보도는 전투 과정에서 발생한 귀중한 문화유산의 파괴와는 상관 없이 부코바르 전투 이후 형성되었던 인민군과 세르비아의 행동이 야만적이며 크로아티아를 지배하러는 야욕이다는 의견에 큰 힘을 실어주었다. 사라고사 시장, 밴스 특사와 ECMM의 항의 이외에도 1992년 1월 14일 《뉴욕 타임스》지에 라이너스 폴링을 대표로 한 노벨상 수상자 104인이 전 세계 정부를 대변해 유고 인민군의 무절제한 파괴를 중단할 것을 촉구하는 전면광고를 개제했다. 포위전 기간 유네스코는 두브로브니크를 위험에 처한 세계유산 목록에 선정했다. 두브로브니크 포위전은 크로아티아 독립 전쟁에서 세르비아와 신유고 연방의 국제외교적, 경제적 고립으로 변화하는 데 큰 영향을 주었고 유고슬라비아와 세르비아는 서방 세계에서 "침략국"으로 간주되었다. 1991년 12월 17일 유럽 경제 공동체는 1992년 1월 15일을 기점으로 크로아티아의 독립을 인정하기로 합의했다.
1991년 10월에서 12월 사이 유고 인민군은 두브로브니크 주변 약 1,200 km2에 달하는 영토를 점령했는데 이 영토는 1992년 5월 유고 인민군이 크로아티아군의 공세로 전부 동쪽으로 철수하면서 탈환했고, 이후 1992년 7월에서 10월 사이 이뤄진 크로아티아군의 후속 작전인 타이거 작전과 코나블레 전투를 통해 모든 영토를 탈환했다. 포위전 기간 크로아트인 민간인 82명에서 88명이 사망했으며 크로아티아 군인 194명이 사망했다. 1991년 10월에서 12월 사이 크로아티아 군인 94명이 사망했다. 1992년 10월 말 기준 두브로브니크 인근에서 발생한 모든 군사작전으로 군인 총 417명이 사망했다. 유고 인민군은 165명이 사망했다. 코나블레 및 두브로브니크 주변 지역에서 발생한 난민 15,000명 이상이 두브로브니크 시내로 도피했으며 약 16,000명의 난민이 두브로브니크에서 해상 피난로를 사용해 크로아티아 내 다른 지역으로 대피했다. 유고 인민군은 포로로 잡은 사람들을 구금하기 위해 두 곳의 포로 수용소를 운용했는데 하나는 빌레차 수용소고 하나는 모린 수용소이다. 공세 기간과 그 이후 대부분 코나블레 출신으로 이뤄진 민간인 432명이 각각 빌레차에 140명, 모린에 292명 구금되어 신체적, 정신적 학대를 당했다. 유고 인민군과 세르브계 준군사, 민간인이 포로를 학대했으며 학대에는 구타와 살해 위협 등이 있었다. 이 중 많은 수감자가 1991년 12월 12일 크로아티아가 가진 전쟁포로와 맞교환되었다. 두 수용소는 1992년 8월까지 계속 운영되었다.

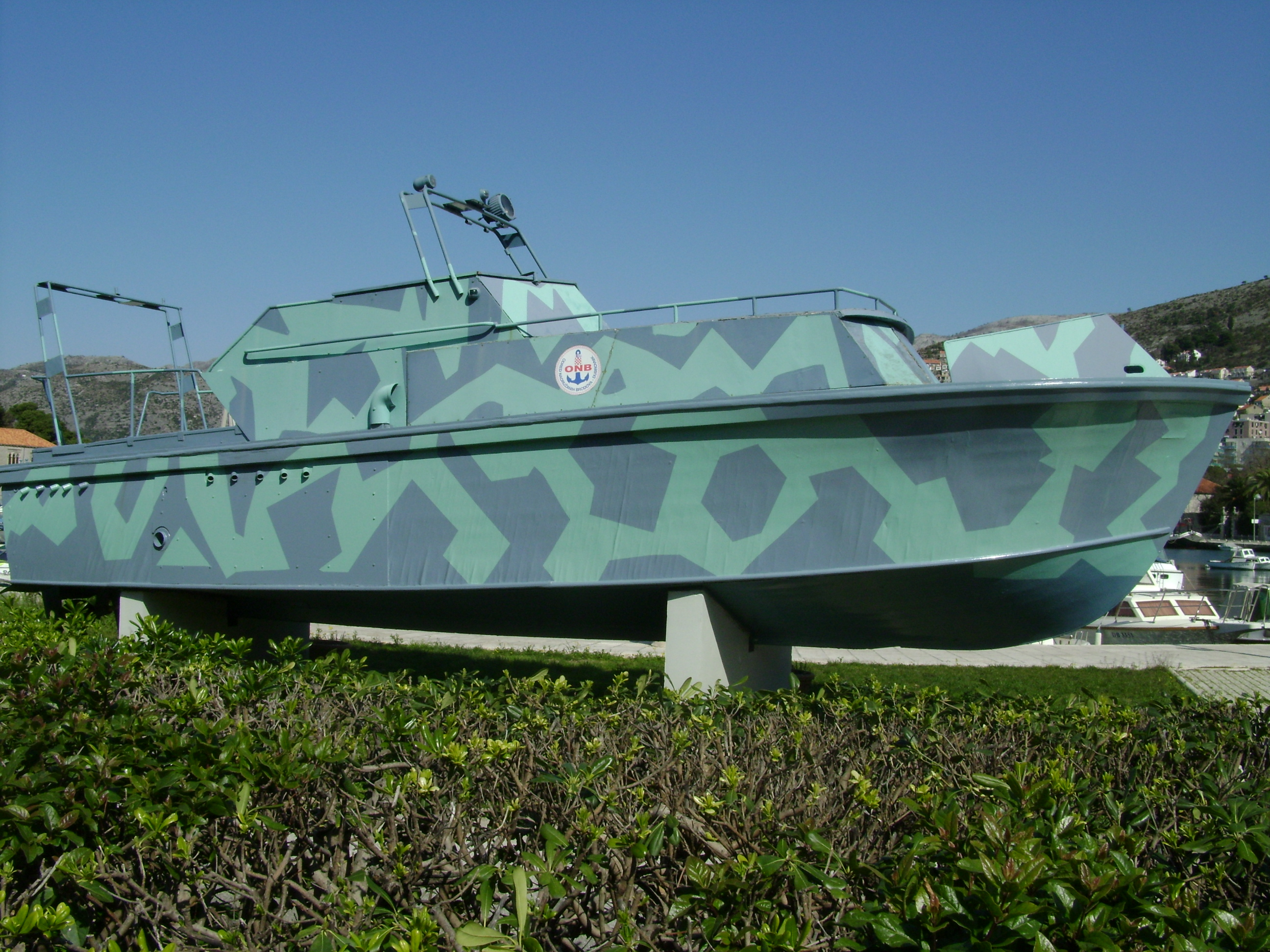
두브로브니크 무장보트전대 소속 "스베티 블라호"호가 두브로브니크에 보존 전신되어 있는 모습

두브로브니크 지역의 11,425개 건물이 포위전 중 피해를 입었는데 이 중 886채가 완전히 붕괴되었고 1,675채는 지속적인 피해를 입었다. 재산 피해 금액은 4억 8천만 독일 마르크로 추산되었다. 두브로브니크 구시가지의 피해는 1991년 11월 27일부터 12월 20일까지 도시에 머물렀던 유네스코 조사팀이 확인했다. 구시가지 내 건물의 55.9%가 손상되었고 11.1%가 심각한 손상을 입었으며 1%가 완전히 소실되었다고 추정되었다. 불에 탄 바로크 양식 호화 건물이 가장 큰 피해를 입었다. 여기에 유고 인민군이 박물관, 기업, 개인 주택 등을 약탈해 추가 피해가 발생했다. 차브타트에 있던 블라호 부코바츠 기념관 건물 내 있던 모든 전시물은 유고 인민군에게 약탈당했으며 쿠파리 마을 내 호텔에 있던 모든 집기도 약탈당했다. 슬라노의 성 예로니모 프란치스코회 수도원도 약탈 표적이 되었다. 유고 인민군은 약탈이 발생했음을 인정했지만 요키치는 1991년 12월 15일에 수립된 인민군 특별행정부에 따라 약탈 재산을 세르브인 난민에게 분배하겠다고 선언했다. 하지만 실제로 약탈된 재산은 약탈자의 개인 주택으로 가지고 가거나 암시장에 팔렸다고 추정된다. 두브로브니크 공항 내 장비들도 약탈되어 포드고리차 공항이나 티밧 공항으로 약탈 장비가 옮겨졌다.
유고 인민군의 두브로브니크 공격을 정당화하기 위해 당시 세르비아와 몬테네그로 정부는 구시가지의 피해를 부인하러 여러 시도를 했다. 세르비아 라디오 텔레비전은 구시가지에서 피어오르는 연기는 두브로브니크 주민이 자동차 타이어에 불을 붙여 발생한 거라는 카디예비치의 주장을 반복하며 유고 인민군은 공격을 한 적이 없다고 부인했다. 몬테네그로의 관리와 언론은 두브로브니크 공격을 "평화를 위한 전쟁" 또는 단순히 지상 작전과 해상 봉쇄를 전부 묶어 그냥 "봉쇄 조치"라고 불렀다. 2010년 세르비아에서 시행된 여론 조사에 따르면 여론 조사 대상자의 40%가 두브로브니크를 포격한 세력이 누군지를 몰랐고, 14%는 두브로브니크를 향한 포격이 전혀 없었다고 믿었다. 2000년 6월에는 크로아티아의 대통령 메시치와 몬테네그로의 대통령 밀로 주카노비치 간의 회담에서 주카노비치가 두브로브니크 공격에 대해 크로아티아에 사과했다. 크로아티아에서는 이 제스처를 환영했지만 몬테네그로 내 주카노비치 반대파나 세르비아 정부는 이 사과를 비난했다.
2007년 몬테네그로의 영화 감독 코차 파블로비치는 《라트 자 미르》(Rat za mir, "평화를 위한 전쟁"이란 뜻)라는 제목의 다큐멘터리 영화에서 포위전 기간 프로파간다의 역할과 모린 수용소 내 포로의 증언, 유고 인민군 병사와의 인터뷰를 담았다. 2011년 몬테네그로 라디오 텔레비전 방송국은 전쟁 기간 텔레비전이나 신문사가 기록을 파괴하러 시도했으나 실패하고 남은 아카이브 영상으로 만든 《라트 자 두브로브니크》(Rat za Dubrovnik, "두브로브니크 전쟁"이란 뜻)라는 제목의 다큐멘터리를 개봉했다. 2012년 영화 감독 알렉산다르 치르체크와 마린 마루시치는 해군 봉쇄를 뚫고 두브로브니크에 인도적 지원을 전달하러는 내용의 장편 다큐멘터리인 《콘보이 리베르타스》(Konvoj Libertas)를 개봉했다.
과거의 모든 군대는 최선을 다해 전쟁을 일으키거나 두브로브니크를 목표로 삼고 포격하길 거부했다. 그 누구도 두브로브니크를 공격하고 파괴하기란 불가능했다. 1800년대 나폴레옹이 두브로브니크를 점령했지만 전투는 없었다. 세냐빈 제독이 이끈 러시아 함대가 두브로브니크를 공격하러 왔지만 총을 내려놓고 공격을 포기했다. 두브로브니크는 그동안 단 한발의 포탄이나 총알도 발사되지 않았다. 이게 바로 두브로브니크의 역사이며 인류 문명의 수준과 두브로브니크에 대한 존중 수준을 보여준다. 하지만 우리가 거기서 한 일은 1991년에 일어난 가장 수치스러운 일이다.— 전 몬테네그로 외무장관인 니콜라 사마르지치가 ICTY의 파블레 스트루가르 재판에서 한 증언

## 전쟁 범죄 혐의

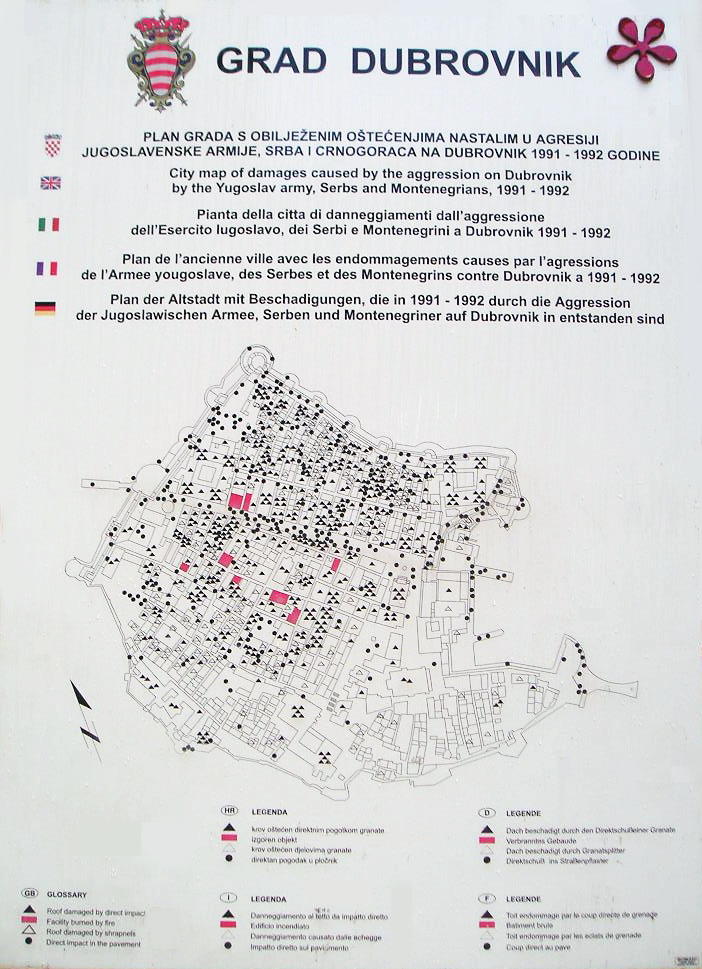
유고 인민군의 포격으로 피해를 입은 지역을 표시한 지도

1993년 유엔 안전 보장 이사회 결의 제827호에 따라 수립된 구유고슬라비아 국제형사재판소(ICTY)는 밀로셰비치, 스트루가르, 요키치, 유고 인민군 제9해양부문군구 참모장인 밀란 제츠, 유고 인민군 제472차량화여단 제3대대 지휘관인 블라디미르 코바체비치 등을 기소했다. 이들의 혐의로는 두브로브니크 지역을 공격해 세르비아 혹은 몬테네그로로 병합하러 시도한 혐의가 있다. 요키치는 나중에 두브로브니크 봉쇄만을 목표로 활동했다고 주장했으나 초키치가 이를 반박했다. 유럽 연합 주재 전 유고슬라비아 대사인 미하일로 치르노브르냐는 포위전은 크로아티아의 유고 인민군 막사 봉쇄를 끝내고 몬테네그로를 위해 프레블라카반도를 확보하기 위한 시도라고 주장했다.
슬로보단 밀로셰비치 재판은 밀로셰비치가 ICTY에게 구금된 도중인 2006년 3월 11일 사망하면서 재판이 미결로 종료되었다. 스트루가르는 2001년 10월 21일 ICTY의 구금 시설로 이송되었다. 재판 및 항소심은 2008년 끝났으며 민간인에 대한 공격, 군사적 필요성이 없는 불필요한 파괴 행위, 전시국제법 위반 혐의 등 다양한 범죄 혐의에 대해 유죄 판결이 내려졌다. 스트루가르는 7년 6개월의 징역형을 선고받았다. ICTY의 감옥으로 이송되었으며 7년 4개월만인 2009년 조기 석방되었다. 요키치는 2001년 11월 12일 ICTY 재판소에 넘겨졌다. 요키치는 살인, 민간인 학대, 민간인 공격, 전쟁법 위반 등의 혐의에 유죄 판결이 내려졌다. 2004년 요키치는 7년의 징역형을 선고받았다. 판결은 2005년 최종 확정되었으며, 덴마크로 이송되어 복역하다 2008년 9월 1일 석방되었다. ICTY는 2002년 7월 26일 제츠에 대한 재판을 취하했다. 코바체비치는 2003년 세르비아에서 체포되어 ICTY로 이송되었다. 자신을 정신착란성 방위로 항변한 코바체비치는 2004년 6월 2일 잠정 석방되었고 2007년 세르비아 법원으로 재판이 이관되어 베오그라드에 있는 세르비아 군의관학교에서 정신과 치료를 받았다. 2012년 5월 코바체비치는 세르비아 정부가 재판을 받기에 부적합한 상황으로 평가되었다. 코바체비치의 혐의로는 살인, 잔인한 대우, 군사적 필요성이 없는 불필요한 파괴 행위, 전쟁법 위반 등이 있다.
2008년 몬테네그로 정부는 1991년과 1992년에 모린 수용소에서 포로 학대를 저지른 혐의로 전 유고 인민군 병사 6명을 기소했다. 6명 중 4명은 2013년 7월 전쟁 범죄 혐의로 유죄 판결을 받았다. 피고인 중 이보 멘잘린은 4년 징역형, 슈피로 루치치와 보로 글리기치는 3년 징역형, 이보 고니치는 2년 징역형을 받았다. 4명 모두 판결에 항소했고 2014년 4월 몬테네그로 대법원은 4명의 항소를 모두 기각했다. 또한 모린 수용소에 있었던 많은 포로들이 몬테네그로 정부를 고소하여 보상을 받았다.
2008년 10월 크로아티아는 트레비네 시장이자 두브로브니크 공격 당시 헤르체고비나 동부의 세르브계 보스니아인 지도자인 보지다르 부추레비치를 두브로브니크 민간인에 대한 공격 혐의로 기소했다. 요키치는 스트루가르와 부추레비치 둘 다 명령을 내렸다고 주장했다. 2011년 4월 4일 부추레비치는 세르비아에서 체포되었고 크로아티아 정부는 범죄인 인도를 요청했다. 6월 17일에는 부추레비치가 보석으로 풀러났다. 9월에는 인도 요청이 승인되었으나 부추레비치는 범죄인 인도를 피해 세르비아를 떠나 트레비네 인근으로 잠적했다. 2009년 크로아티아 정부는 초키치, 루지노브스키, 스트루가르, 요키치, 제츠, 코바체비치 등 유고 인민군 장교 10명을 기소했다. 이들은 1991년 12월 6일 이전 혹은 이후에 두브로브니크에서 저지른 전쟁 범죄 혐의로 기소되었으나 ICTY의 혐의는 포함하지 않았다. 이 기소는 ICTY가 조사 과정에서 수집한 문서를 크로아티아에 제공하며 이루어졌다. 2012년 크로아티아는 유고 인민군 제5차량화여단 제3대대 지휘관을 1991년 10월 5일에서 7일 사이 칠리피에서 주택, 상가, 공공건물 90채를 불태운 방화죄로 기소했다.
두브로브니크 포위전은 크로아티아의 세르비아에 대한 제노사이드 재판인 국제사법재판소(ICJ) 재판에서도 언급되었다. 크로아티아는 포위전 기간 두브로브니크에서 민간인 123명이 의도적으로 살해당했다고 주장했다. 크로아티아는 이 주장을 뒷받침하기 위해 크로아티아 경찰이 작성한 편지를 제시했으나, 2015년 판결에서 재판소는 편지가 모두 이 사건 훨씬 이후에 작성되었으며 서명이 없고 123명이 살해당한 상황이 정확하게 명시되지 않았다고 지적했다. 재판소는 두브로브니크 경찰서가 작성한 다른 문서에 대해서는 "사건 당시 이 사건만을 위해 쓴 문서는 아니지만 독립적인 출처의 검증을 통해 확증되지 않았으며 단 두 명의 사망자만 언급한 것으로 보인다"고 말했다. 두브로브니크에 대한 스트루가르와 요키치 ICTY 판결을 인용하며 국제사법재판소는 판결에서 12월 6일 두브로브니크를 향한 불법적인 포격으로 최소 민간인 2명이 사망하고 1991년 10월 5일에는 1명이 추가로 더 사망했음을 인정했다. 판결문은 "크로아티아가 주장하는 규모는 아니나 1991년 10월에서 12월 사이 유고 인민군이 두브로브니크의 크로아트인을 향해 일부 살인을 저질렀다는 사실이 앞선 내용을 통해 입증되었다고 결론내렸다"고 판결했다.

## 참고 문헌

### 서적
- Central Intelligence Agency, Office of Russian and European Analysis (2002). 《Balkan Battlegrounds: A Military History of the Yugoslav Conflict, 1990–1995》. Washington, D.C.: Central Intelligence Agency. ISBN 9780160664724. OCLC 50396958. 2020년 8월 13일에 원본 문서에서 보존된 문서. 2020년 10월 3일에 확인함.
- Armatta, Judith (2010). 《Twilight of Impunity: The War Crimes Trial of Slobodan Milosevic》. Duke University Press. ISBN 978-0-8223-4746-0. 2020년 11월 4일에 원본 문서에서 보존된 문서. 2016년 10월 6일에 확인함.
- Biserko, Sonja, 편집. (2006). 《Dubrovnik: "Rat za mir"》 [Dubrovnik: "War for peace"] (PDF) (세르비아어). Helsinki Committee for Human Rights in Serbia. ISBN 86-7208-119-6. 2012년 7월 10일에 원본 문서 (PDF)에서 보존된 문서. 2013년 3월 10일에 확인함.
- Blaskovich, Jerry (1997). 《Anatomy of Deceit: An American Physician's First-hand Encounter with the Realities of the War in Croatia》. Dunhill Publishing. ISBN 0-935016-24-4.
- Crnobrnja, Mihailo (1996). 《The Yugslav Drama》. McGill-Queen's University Press. ISBN 0-7735-6615-5. 2020년 8월 6일에 원본 문서에서 보존된 문서. 2020년 10월 3일에 확인함.
- Delpla, Isabelle; Bougarel, Xavier; Fournel, Jean-Louis (2012). 《Investigating Srebrenica: Institutions, Facts, Responsibilities》. Berghahn Books. ISBN 978-0-85745-472-0. 2016년 11월 17일에 원본 문서에서 보존된 문서. 2016년 10월 6일에 확인함.
- Forrest, Craig (2012). 《International Law and the Protection of Cultural Heritage》. Routledge. ISBN 9781135224509. 2021년 8월 4일에 원본 문서에서 보존된 문서. 2020년 5월 29일에 확인함.
- Hawkesworth, M.E.; Kogan, Maurice (1999). 《Eastern Europe and the Commonwealth of Independent States》. Routledge. ISBN 978-1-85743-058-5. 2013년 10월 11일에 원본 문서에서 보존된 문서. 2016년 10월 6일에 확인함.
- Hooker, Norman (1997). 《Maritime casualties, 1963-1996》. LLP. ISBN 1859781101. 2020년 7월 29일에 원본 문서에서 보존된 문서. 2019년 8월 19일에 확인함.
- Lucarelli, Sonia (2000). 《Europe and the Breakup of Yugoslavia: A Political Failure in Search of a Scholarly Explanation》. Martinus Nijhoff Publishers. ISBN 978-90-411-1439-6. 2016년 11월 17일에 원본 문서에서 보존된 문서. 2016년 10월 6일에 확인함.
- Mesić, Stepan (2004). 《The Demise of Yugoslavia: A Political Memoir》. Central European University Press. ISBN 963-9241-71-7. 2020년 10월 31일에 원본 문서에서 보존된 문서. 2019년 8월 19일에 확인함.
- Ramet, Sabrina P. (2006). 《The Three Yugoslavias: State-Building And Legitimation, 1918–2006》. Indiana University Press. ISBN 978-0-253-34656-8. 2020년 5월 19일에 원본 문서에서 보존된 문서. 2016년 10월 6일에 확인함.
- Schabas, William A. (2006). 《The UN International Criminal Tribunals: The Former Yugoslavia, Rwanda and Sierra Leone》. Cambridge University Press. ISBN 978-0-521-84657-8. 2020년 8월 20일에 원본 문서에서 보존된 문서. 2016년 10월 6일에 확인함.
- Stewart, James (2006). 《Cadogan Guide Croatia》. New Holland Publishers. ISBN 1-86011-319-2.[깨진 링크]
- Thomas, Nigel; Mikulan, Krunoslav; Pavlović, Darko (2006). 《The Yugoslav Wars (1): Slovenia & Croatia 1991–95》. Osprey Publishing. ISBN 1-84176-963-0. 2014년 12월 18일에 원본 문서에서 보존된 문서.
- Thompson, Wayne C. (2012). 《Nordic, Central & Southeastern Europe 2012》. Rowman & Littlefield. ISBN 978-1-61048-891-4. 2020년 10월 17일에 원본 문서에서 보존된 문서. 2016년 10월 6일에 확인함.
- Zabkar, Anton (1995). 《The Drama in Former Yugoslavia: The Beginning of the End Or the End of the Beginning?》. DIANE Publishing. ISBN 0-7881-3944-4.

### 뉴스 르포
- “Roads Sealed as Yugoslav Unrest Mounts”. 《The New York Times》. Reuters. 1990년 8월 19일. 2012년 11월 6일에 원본 문서에서 보존된 문서.
- Engelberg, Stephen (1991년 3월 3일). “Belgrade Sends Troops to Croatia Town”. 《The New York Times》. 2013년 10월 2일에 원본 문서에서 보존된 문서.
- Sudetic, Chuck (1991년 4월 2일). “Rebel Serbs Complicate Rift on Yugoslav Unity”. 《The New York Times》. 2013년 10월 2일에 원본 문서에서 보존된 문서.
- Sudetic, Chuck (1991년 6월 26일). “2 Yugoslav States Vote Independence To Press Demands”. 《The New York Times》. 2012년 11월 10일에 원본 문서에서 보존된 문서.
- Sudetic, Chuck (1991년 6월 29일). “Conflict in Yugoslavia; 2 Yugoslav States Agree to Suspend Secession Process”. 《The New York Times》. 2013년 12월 18일에 원본 문서에서 보존된 문서.
- Williams, Carol J. (1991년 10월 31일). “Peace Flotilla Due to Dock in Dubrovnik”. 《Los Angeles Times》. 2013년 12월 4일에 원본 문서에서 보존된 문서.
- Binder, David (1991년 11월 9일). “Old City Totters in Yugoslav Siege”. 《The New York Times》. 2014년 12월 18일에 원본 문서에서 보존된 문서.
- Binder, David (1991년 11월 15일). “Refugees Pack Boat Out of Dubrovnik”. 《The New York Times》. 2013년 12월 20일에 원본 문서에서 보존된 문서.
- Sudetic, Chuck (1992년 1월 3일). “Yugoslav Factions Agree to U.N. Plan to Halt Civil War”. 《The New York Times》. 2013년 6월 14일에 원본 문서에서 보존된 문서.
- Williams, Carol J. (1992년 1월 29일). “Roadblock Stalls U.N.'s Yugoslavia Deployment”. 《Los Angeles Times》. 2013년 12월 4일에 원본 문서에서 보존된 문서.
- Bellamy, Christopher (1992년 10월 10일). “Croatia built 'web of contacts' to evade weapons embargo”. 《The Independent》. 2012년 11월 10일에 원본 문서에서 보존된 문서.
- Perlez, Jane (1997년 8월 10일). “Serbian Media Is a One-Man Show”. 《The New York Times》. 2013년 12월 27일에 원본 문서에서 보존된 문서.
- Šilović, Meri (1999년 7월 6일). “Ratnog mučenika "Perasta" ubit će – mir” [War martyr "Perast" being killed by peace]. 《Slobodna Dalmacija》 (크로아티아어). 2012년 10월 16일에 원본 문서에서 보존된 문서.
- Thorpe, Nick (2000년 6월 25일). “Djukanovic 'sorry' for Dubrovnik bombing”. BBC News. 2013년 12월 3일에 원본 문서에서 보존된 문서.
- “Veteran opet na vezu” [Veteran moored again]. 《Slobodna Dalmacija》 (크로아티아어). 2001년 12월 6일. 2012년 10월 16일에 원본 문서에서 보존된 문서.
- Kalajdžić, Ahmet (2004년 3월 6일). “Aerodrom Dubrovnik za dio opljačkane opreme tražit će odštetu od JAT-a” [Dubrovnik Airport to seek compensation from JAT for a part of the looted equipment]. 《Slobodna Dalmacija》 (크로아티아어). 2013년 12월 3일에 원본 문서에서 보존된 문서.
- “Kovačević mentalno oboleo i biće upućen na lečenje” [Kovačević suffers a mental disease and will be hospitalized] (세르비아어). B92. 2004년 3월 15일. 2013년 12월 3일에 원본 문서에서 보존된 문서.
- “"Rat za mir" – 10 godina prerano” ["War for peace" – 10 years too soon] (크로아티아어). Index.hr. 2007년 5월 30일. 2013년 12월 3일에 원본 문서에서 보존된 문서.
- “Rušitelj Dubrovnika još se brani sa slobode” [Destructor of Dubrovnik still defending on bail] (크로아티아어). Nova TV (Croatia). 2007년 8월 18일. 2013년 12월 3일에 원본 문서에서 보존된 문서.
- Canka, Mustafa (2008년 8월 18일). “Podignuta optužnica protiv mučitelja iz Morinja” [Morinj torturers' indictment filed] (크로아티아어). Deutsche Welle. 2016년 8월 11일에 원본 문서에서 보존된 문서.
- Gustin-Čuljak, Olivija (2009년 5월 29일). “"Majsan" na Batali” ["Majsan" on Batala]. 《Slobodna Dalmacija》 (크로아티아어). 2013년 12월 3일에 원본 문서에서 보존된 문서.
- “Ususret obilježavanju 18. obljetnice Konvoja Libertas” [Ahead of the 18th anniversary of the Libertas convoy]. 《Dubrovački vjesnik》 (크로아티아어). 2009년 10월 25일. 2013년 12월 3일에 원본 문서에서 보존된 문서.
- “Nojko Marinović: Mogli su ući da su bili spremni platiti cijenu!” [Nojko Marinović: They could have entered if they were prepared to pay the toll!]. 《Dubrovački vjesnik》 (크로아티아어). 2010년 1월 15일. 2013년 12월 3일에 원본 문서에서 보존된 문서.
- Jovanović, Vladimir (2010년 5월 7일). “Dubrovačke optužnice” [Dubrovnik indictments]. 《Monitor》 (몬테네그로어). 2013년 12월 3일에 원본 문서에서 보존된 문서.
- “Crna Gora: Ukinuta presuda za zločine nad hrvatskim zarobljenicima u Morinju” [Montenegro: Verdict on crimes against Croatian POWs in Morinj overturned]. 《Jutarnji list》 (크로아티아어). 2012년 12월 7일. 2013년 12월 3일에 원본 문서에서 보존된 문서.
- Bijelić, Gabrijela (2011년 3월 10일). “Pošteno svjedočanstvo crnogorske strane” [A fair testimony from a Montenegrin side]. 《Slobodna Dalmacija》 (크로아티아어). 2013년 12월 3일에 원본 문서에서 보존된 문서.
- “War-time mayor of Bosnia town arrested”. B92. 2011년 4월 4일. 2013년 12월 3일에 원본 문서에서 보존된 문서.
- Podgornik, Branko (2011년 5월 28일). “Još ne znaju tko je granatirao Dubrovnik” [Still no clue who shelled Dubrovnik]. 《Novi list》 (크로아티아어). 2013년 12월 4일에 원본 문서에서 보존된 문서.
- “Sud u Beogradu odobrio izručenje Vučurevića, on ne želi da mu se sudi u Hrvatskoj” [Belgrade court approves Vučurević extradition, he does not want to be tried in Croatia]. 《Nacional (weekly)》 (크로아티아어). 2011년 9월 11일. 2013년 12월 3일에 원본 문서에서 보존된 문서.
- “20 godina Odreda naoružanih brodova” [20 years of the Armed Boats Squadron] (크로아티아어). Croatian Radiotelevision. 2011년 9월 23일. 2016년 3월 12일에 원본 문서에서 보존된 문서.
- Jurica Turk, Varina (2011년 10월 26일). “Kako je Dubrovniku "ukradena" brigada” [How a brigade was "stolen" from Dubrovnik]. 《Dubrovački list》 (크로아티아어). 2013년 12월 3일에 원본 문서에서 보존된 문서.
- Mujan, Marko (2011년 11월 20일). “Slavi li se okruženje Grada ili obrana Dubrovnika?” [Is the siege of the city celebrated or defence of Dubrovnik?]. 《Dubrovački list》 (크로아티아어). 2013년 12월 3일에 원본 문서에서 보존된 문서.
- Jurica Turk, Varina (2011년 11월 23일). “Igra na "Male Bare" II” [Male Bare games II]. 《Dubrovački list》. 2013년 12월 3일에 원본 문서에서 보존된 문서.
- Jurica Turk, Varina (2011년 11월 30일). “Opći napad” [General attack]. 《Dubrovački list》 (크로아티아어). 2013년 12월 3일에 원본 문서에서 보존된 문서.
- “Dubrovnik obilježio 20. obljetnicu napada na grad” [Dubrovnik Marks the 20th Anniversary of the Assault on the City]. 《Al Jazeera》. 2011년 12월 6일. 2014년 5월 14일에 원본 문서에서 보존된 문서. 2014년 5월 14일에 확인함.
- Bijelić, Gabrijela (2011년 12월 6일). “Svečani mimohod i postrojavanje branitelja grada Dubrovnika na Stradunu” [Parade and inspection of defenders of the city of Dubrovnik at Stradun]. 《Jutarnji list》 (크로아티아어). 2013년 12월 3일에 원본 문서에서 보존된 문서.
- Radaljac, Danko (2011년 12월 6일). “Obljetnica napada na Dubrovnik i Srđ, nakon koje svijet daje podršku Hrvatskoj” [Anniversary of Dubrovnik and Srđ attacks, after which the world supported Croatia]. 《Novi list》 (크로아티아어). 2013년 12월 3일에 원본 문서에서 보존된 문서.
- Jurica Turk, Varina (2011년 12월 21일). “Herojski otpor u studenom” [Heroic resistance in November]. 《Dubrovački list》 (크로아티아어). 2013년 12월 3일에 원본 문서에서 보존된 문서.
- Jurica Turk, Varina (2012년 1월 4일). “Prekidi vatre i linije razgraničenja” [Ceasefires and lines of control]. 《Dubrovački list》 (크로아티아어). 2013년 12월 3일에 원본 문서에서 보존된 문서.
- Jurica Turk, Varina (2012년 1월 11일). “Haaški opis napada na Srđ” [Hague described the Srđ attack]. 《Dubrovački list》 (크로아티아어). 2013년 12월 3일에 원본 문서에서 보존된 문서.
- “Dokumentarac "Konvoj Libertas" premijerno prikazan u Rijeci” ["Libertas Convoy" premieres in Rijeka]. 《Novi list》 (크로아티아어). 2012년 1월 19일. 2013년 12월 3일에 원본 문서에서 보존된 문서.
- Jurica Turk, Varina (2012년 2월 8일). “Okolnosti osnivanja 163. brigade” [Circumstances of foundation of the 163rd Brigade]. 《Dubrovački list》 (크로아티아어). 2013년 12월 3일에 원본 문서에서 보존된 문서.
- Jurica Turk, Varina (2012년 3월 7일). “I rat i mir” [Both war and peace]. 《Dubrovački list》 (크로아티아어). 2013년 12월 3일에 원본 문서에서 보존된 문서.
- Jurica Turk, Varina (2012년 3월 30일). “Prelazak u napadna djelovanja” [Transformation to an offensive]. 《Dubrovački list》 (크로아티아어). 2013년 12월 3일에 원본 문서에서 보존된 문서.
- Jurica Turk, Varina (2012년 4월 1일). “Kako došlo, tako prošlo” [Easy come, easy go]. 《Dubrovački list》 (크로아티아어). 2013년 12월 3일에 원본 문서에서 보존된 문서.
- Jurica Turk, Varina (2012년 4월 11일). “I "Tigrovi" kreću u napad” [The "Tigers" attack too]. 《Dubrovački list》 (크로아티아어). 2013년 12월 3일에 원본 문서에서 보존된 문서.
- Jurica Turk, Varina (2012년 5월 2일). “Teške svibanjske i lipanjske borbe” [Heavy fighting of May and June]. 《Dubrovački list》 (크로아티아어). 2013년 12월 3일에 원본 문서에서 보존된 문서.
- “Vladimir Rambo Kovačević nesposoban za suđenje” [Vladimir Rambo Kovačević unfit for trial]. 《Blic》 (세르비아어). Tanjug. 2012년 5월 25일. 2013년 10월 29일에 원본 문서에서 보존된 문서.
- “Sutra dan sjećanja na početak agresije 1. listopada 1991.” [Tomorrow is the start of the aggression of 1 October 1991 remembered]. 《Dubrovački vjesnik》 (크로아티아어). 2012년 9월 30일. 2013년 12월 3일에 원본 문서에서 보존된 문서.
- “Na današnji dan 1991. godine otpočeo je napad na Dubrovnik” [Attack on Dubrovnik began on this day in 1991]. 《Slobodna Dalmacija》 (크로아티아어). 2012년 10월 1일. 2013년 12월 3일에 원본 문서에서 보존된 문서.
- Jurica Turk, Varina (2012년 10월 3일). “Istina – dug prema povijesti” [Debt of truth to history]. 《Dubrovački list》 (크로아티아어). 2013년 12월 3일에 원본 문서에서 보존된 문서.
- “Za "Morinj" naplatili 200.000 eura” [200,000 Euros charged for "Morinj"]. 《Dan》 (몬테네그로어). 2012년 10월 30일. 2013년 12월 3일에 원본 문서에서 보존된 문서.
- “Optužen Srbin zbog paljenja Ćilipa” [A Serb charged over Čilipi arson] (세르비아어). B92. 2012년 12월 6일. 2013년 12월 3일에 원본 문서에서 보존된 문서.
- “Potvrđena presuda za zločine u logoru Morinj” [Court reaffirms guilty verdict for crimes at the Morinj camp] (세르비아어). Balkan Insight. 2014년 4월 25일. 2016년 11월 19일에 원본 문서에서 보존된 문서. 2015년 5월 2일에 확인함.

### 기타 출처
- “The Pelagic case”. 《American Maritime Cases》 (Maritime Law Association of the United States) (2). 1994. 2021년 8월 4일에 원본 문서에서 보존된 문서. 2019년 8월 19일에 확인함.
- “Case Information Sheet "Dubrovnik" (IT-01-42) Pavle Strugar” (PDF). International Criminal Tribunal for the former Yugoslavia. 2013년 4월 25일에 원본 문서 (PDF)에서 보존된 문서. 2013년 3월 10일에 확인함.
- “Case Information Sheet "Dubrovnik" (IT-01-42/1) Miodrag Jokić” (PDF). International Criminal Tribunal for the former Yugoslavia. 2012년 8월 4일에 원본 문서 (PDF)에서 보존된 문서. 2013년 3월 10일에 확인함.
- “Case Information Sheet "Dubrovnik" (IT-01-42/2) Vladimir Kovačević” (PDF). International Criminal Tribunal for the former Yugoslavia. 2016년 5월 8일에 원본 문서 (PDF)에서 보존된 문서. 2013년 3월 10일에 확인함.
- “Case Information Sheet "Kosovo, Croatia & Bosnia" (IT-02-54) Slobodan Milošević” (PDF). International Criminal Tribunal for the former Yugoslavia. 2013년 4월 18일에 원본 문서 (PDF)에서 보존된 문서. 2013년 4월 26일에 확인함.
- “Odluka” [Decision]. 《Narodne novine》 (크로아티아어) (53). 1991년 10월 8일. ISSN 1333-9273. 2009년 9월 23일에 원본 문서에서 보존된 문서. 2013년 3월 6일에 확인함.
- “Situation of human rights in the territory of the former Yugoslavia”. United Nations Economic and Social Council. 1993년 11월 17일. 2012년 6월 12일에 원본 문서에서 보존된 문서.
- “Croatia human rights practices, 1993; Section 2, part d”. United States Department of State. 1994년 1월 31일. 2013년 11월 5일에 원본 문서에서 보존된 문서.
- McAlea, Dominic; Kaiser, Colin; Lund, Terje; Hoel, Oyvind (1994년 12월 28일). “Final report of the United Nations Commission of Experts established pursuant to security council resolution 780 (1992), S/1994/674/Add.2 (Vol. V)”. United Nations Security Council. 2013년 10월 29일에 원본 문서에서 보존된 문서.
- Rizmaul, Leon (1996년 9월 26일). “Vremeplov” [Timeline] (크로아티아어). Hrvatski vojnik. 2013년 11월 30일에 원본 문서에서 보존된 문서.
- International Court of Justice (2015). “Application of the Convention on the Prevention and Punishment of the Crime of Genocide: Judgement” (PDF). 2017년 12월 8일에 원본 문서 (PDF)에서 보존된 문서. 2018년 4월 8일에 확인함.
- “Full Contents of the Dubrovnik Indictment made Public (Dubrovnik Indictment)”. International Criminal Tribunal for the former Yugoslavia. 2001년 10월 2일. 2011년 4월 8일에 원본 문서에서 보존된 문서. 2009년 9월 4일에 확인함.
- “The Prosecutor of the Tribunal against Slobodan Milošević, Second Amended Indictment” (PDF). International Criminal Tribunal for the former Yugoslavia. 2002년 10월 23일. 2013년 5월 20일에 원본 문서 (PDF)에서 보존된 문서. 2013년 3월 10일에 확인함.
- “Strength Without Bravery: Dubrovnik Defies Yugoslav Army”. Institute for War & Peace Reporting. 2003년 1월 30일. 2013년 11월 30일에 원본 문서에서 보존된 문서.
- “Trial of Pavle Strugar – Transcript 040123ED”. International Criminal Tribunal for the former Yugoslavia. 2004년 1월 23일. 2011년 4월 9일에 원본 문서에서 보존된 문서. 2011년 4월 6일에 확인함.
- Pavlović, Srđa (2005). “Reckoning: The 1991 Siege of Dubrovnik and the Consequences of the "War for Peace"”. 《Spaces of Identity》 (York University, The Canadian Center for German and European Studies) 5 (1). ISSN 1496-6778. 2012년 9월 25일에 원본 문서에서 보존된 문서. 2013년 3월 6일에 확인함.
- “The Prosecutor vs. Milan Martic – Judgement” (PDF). International Criminal Tribunal for the former Yugoslavia. 2007년 6월 12일. 2012년 8월 4일에 원본 문서 (PDF)에서 보존된 문서. 2013년 3월 6일에 확인함.
- Lupis, Vinicije B.; Koncul, Antun; Sjekavica, Đivo (2012). “Majkovi u srednjem vijeku” [Majkovi in the Middle Ages]. 《Starohrvatska Prosvjeta》 (크로아티아어) (Museum of Croatian Archaeological Monuments) 3 (39). ISSN 0351-4536. 2014년 4월 13일에 원본 문서에서 보존된 문서. 2013년 3월 6일에 확인함.
- Marijan, Davor (2012). “Zamisao i propast napadne operacije Jugoslavenske narodne armije na Hrvatsku u rujnu 1991. godine” [The Concept and Failure of the Offensive Operation of the Yugoslav National Army in September 1991]. 《Journal of Contemporary History》 (크로아티아어) (Croatian Institute of History) 44 (2). ISSN 0590-9597. 2013년 10월 16일에 원본 문서에서 보존된 문서. 2013년 3월 7일에 확인함.